# Чартацький район

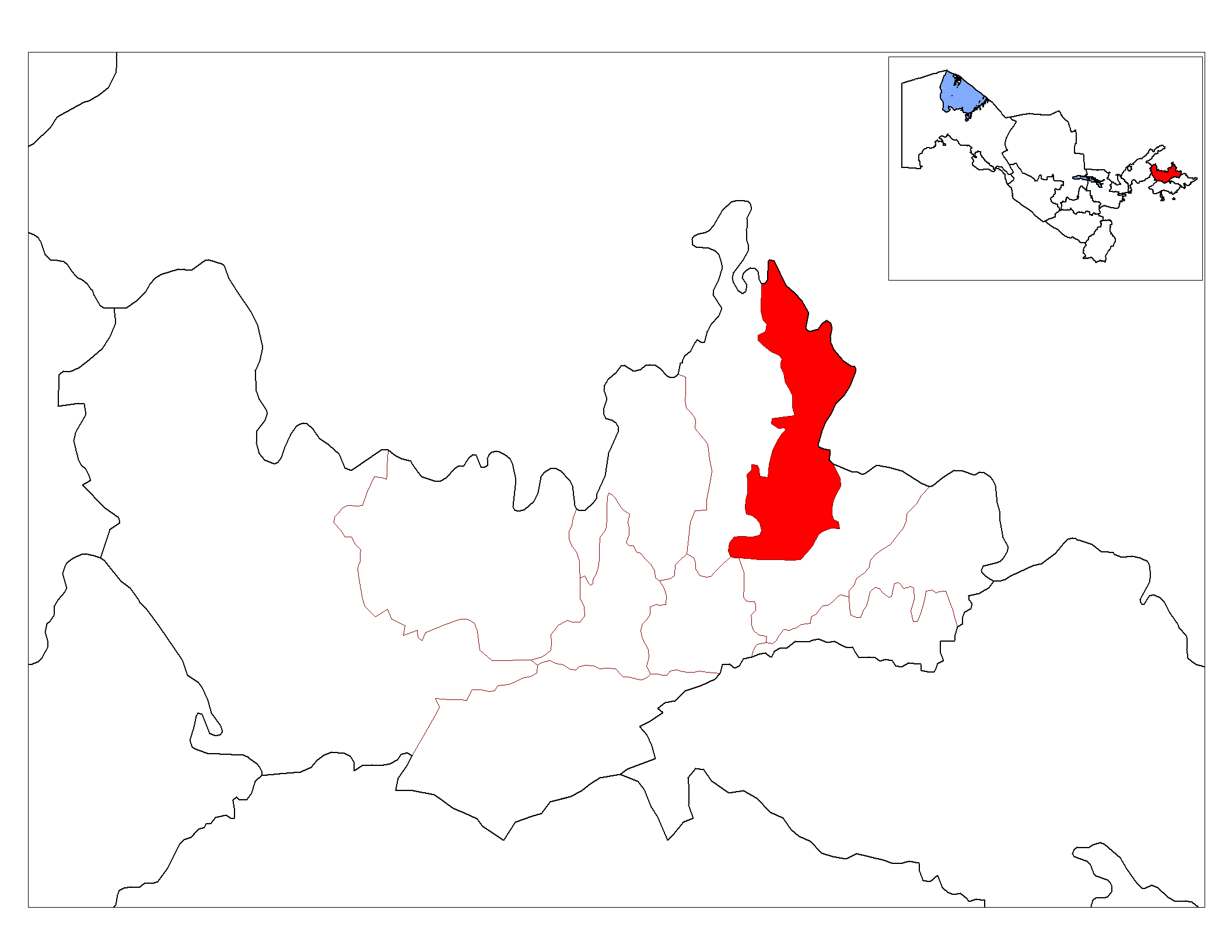
Розташування району в Наманганській області.

Чартацький район (узб. Чортоқ тумани, Chortoq tumani) — район у Наманганській області Узбекистану. Розташований на північному сході області. Утворений 15 квітня 1950 року. Центр — місто Чартак.
| Узбекистан | Це незавершена стаття з географії Узбекистану. Ви можете допомогти проєкту, виправивши або дописавши її. |